# Los Roques (Fasnia)
Las Roques es una de las entidades de población que conforman el municipio de Fasnia, en la provincia de Santa Cruz de Tenerife ―Canarias, España―.

## Toponimia
El nombre de la localidad deriva de los dos roques que se encuentran en su costa, denominados Morro de Tierra y Roque de Fuera. En Canarias, se denomina «roque» a los peñascos que se elevan en tierra o en el mar.

## Geografía
Se trata de un barrio costero situado a unos siete kilómetros de la capital municipal, a una altitud de unos 30 m s. n. m. Se diferencian dos núcleos: uno de viviendas tradicionales de autoconstrucción, y otro que conforma una urbanización. Asimismo, cuenta con un edificio de apartamentos.
Posee una ermita dedicada a san Roque, una cancha deportiva, un centro cultural y una gasolinera. Aquí se encuentra además el mercadillo del agricultor de Fasnia.
La localidad cuenta con las playas de El Abrigo y de Los Roques.
Una pequeña parte de su superficie se incluye en el monumento natural del Barranco de Güímar y Fasnia.

## Historia
La pequeña ensenada al abrigo de los dos Roques que dan nombre a la localidad permitió desde el siglo XVI que en ella operasen pequeños barcos. En el siglo XIX el embarcadero de Los Roques ya estaba consolidado como un importante puerto de cabotaje, importancia que mantendría hasta bien entrado el siglo XX. Permitía tanto la entrada y salida de mercancías como de personas suponiendo una alternativa mejor al antiguo Camino Real, la única vía de transporte terrestre existente entonces entre Fasnia, Santa Cruz y otras localidades hasta la llegada en la década de 1900 de la Carretera General del Sur. Por Los Roques se embarcaba la producción agrícola del término municipal y las losas de piedra obtenidas de sus canteras, importándose a su vez a través de él todos los productos necesarios para el consumo de los habitantes del término municipal.

## Demografía
| Año        | 2000 | 2005 | 2010 | 2015 | 2020 |
| ---------- | ---- | ---- | ---- | ---- | ---- |
| Habitantes | 39   | 136  | 205  | 208  | 236  |

## Fiestas
En el barrio se llevan a cabo fiestas en honor a san Roque en el mes de septiembre.

## Comunicaciones
Se accede al barrio a través de la autopista del Sur TF-1 y por la carretera TF-620.

### Transporte público
Los Roques cuenta con un servicio de transporte a la demanda, mediante microbuses, denominado Tuwawa —ofrecido por TITSA— que realiza funciones de transporte público dentro del municipio.
En guagua ―autobús― queda conectado mediante las siguientes líneas de TITSA:
| Línea | Trayecto                                                              | Recorrido     |
| ----- | --------------------------------------------------------------------- | ------------- |
| 032   | Güímar - Las Eras - La Sombrera                                       | Horario/Línea |
| 033   | Güímar - Fasnia - La Sombrera                                         | Horario/Línea |
| 111   | Santa Cruz - Aeropuerto Sur - Los Cristianos - Costa Adeje            | Horario/Línea |
| 711   | Santa Cruz - Aeropuerto Sur - Los Cristianos - Costa Adeje (nocturno) | Horario/Línea |

## Lugares de interés
- Playas de El Abrigo y Los Roques
- Mercadillo del Agricultor de Fasnia

## Galería

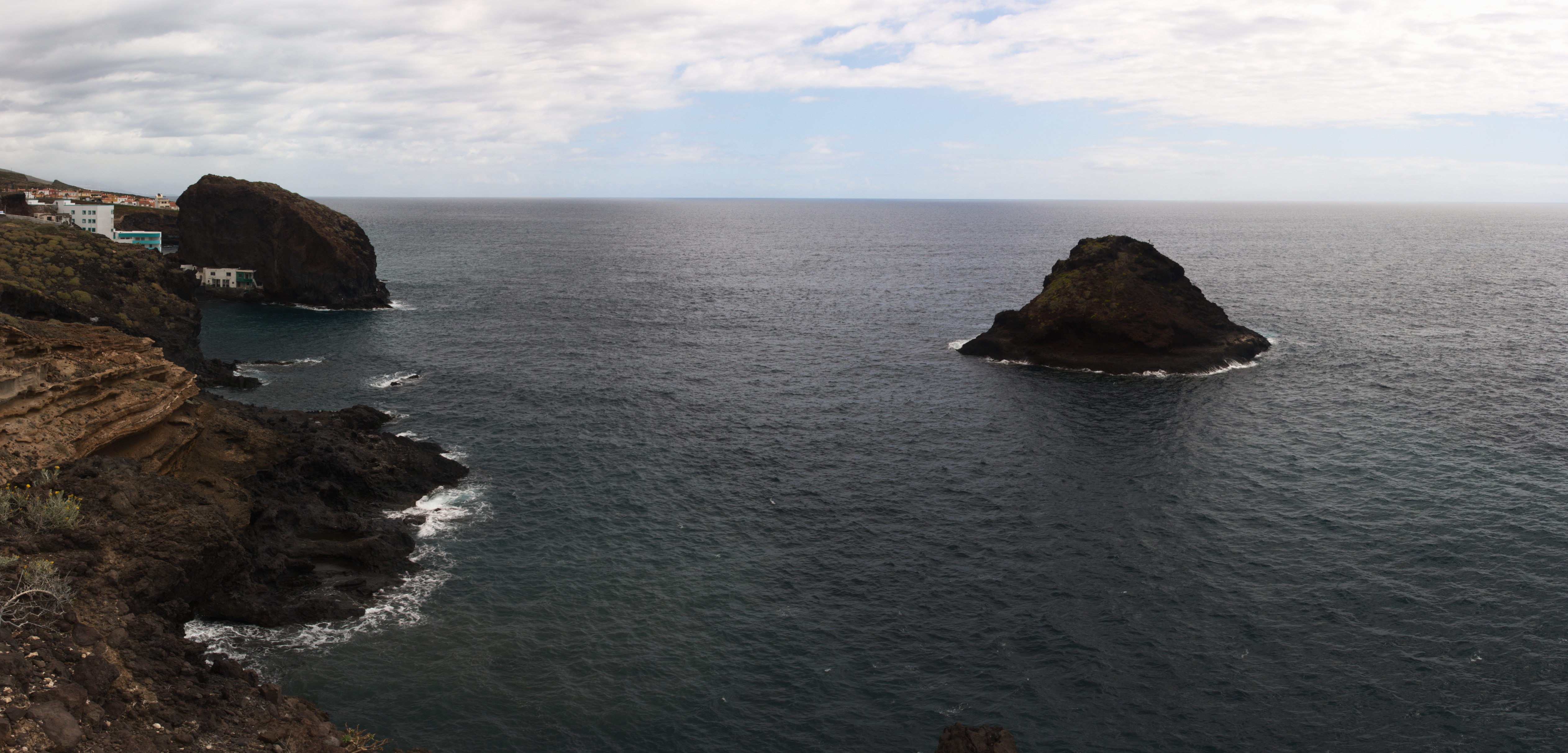
Los Roques de Fasnia que dan nombre a la localidad.
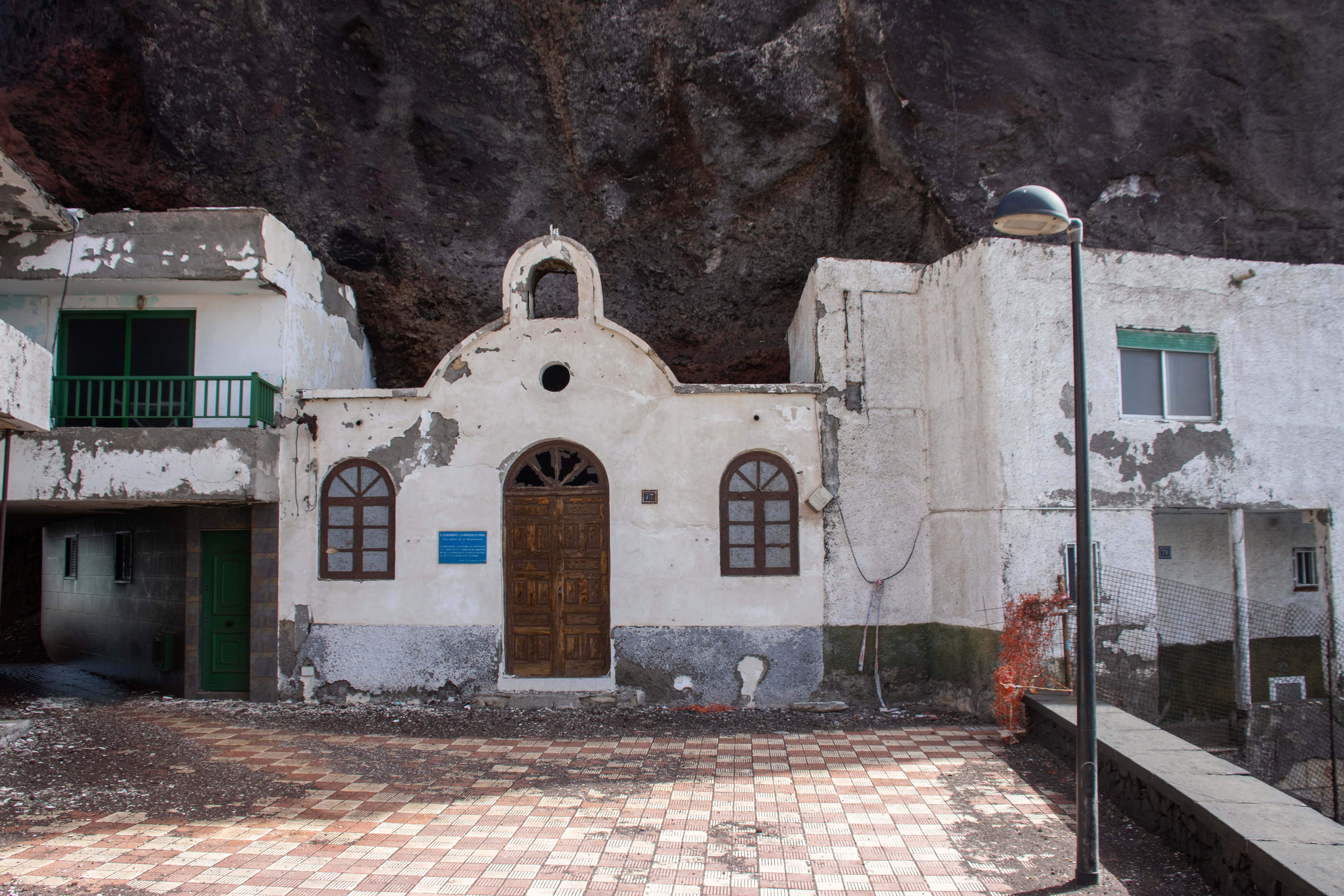
Ermita de san Roque.
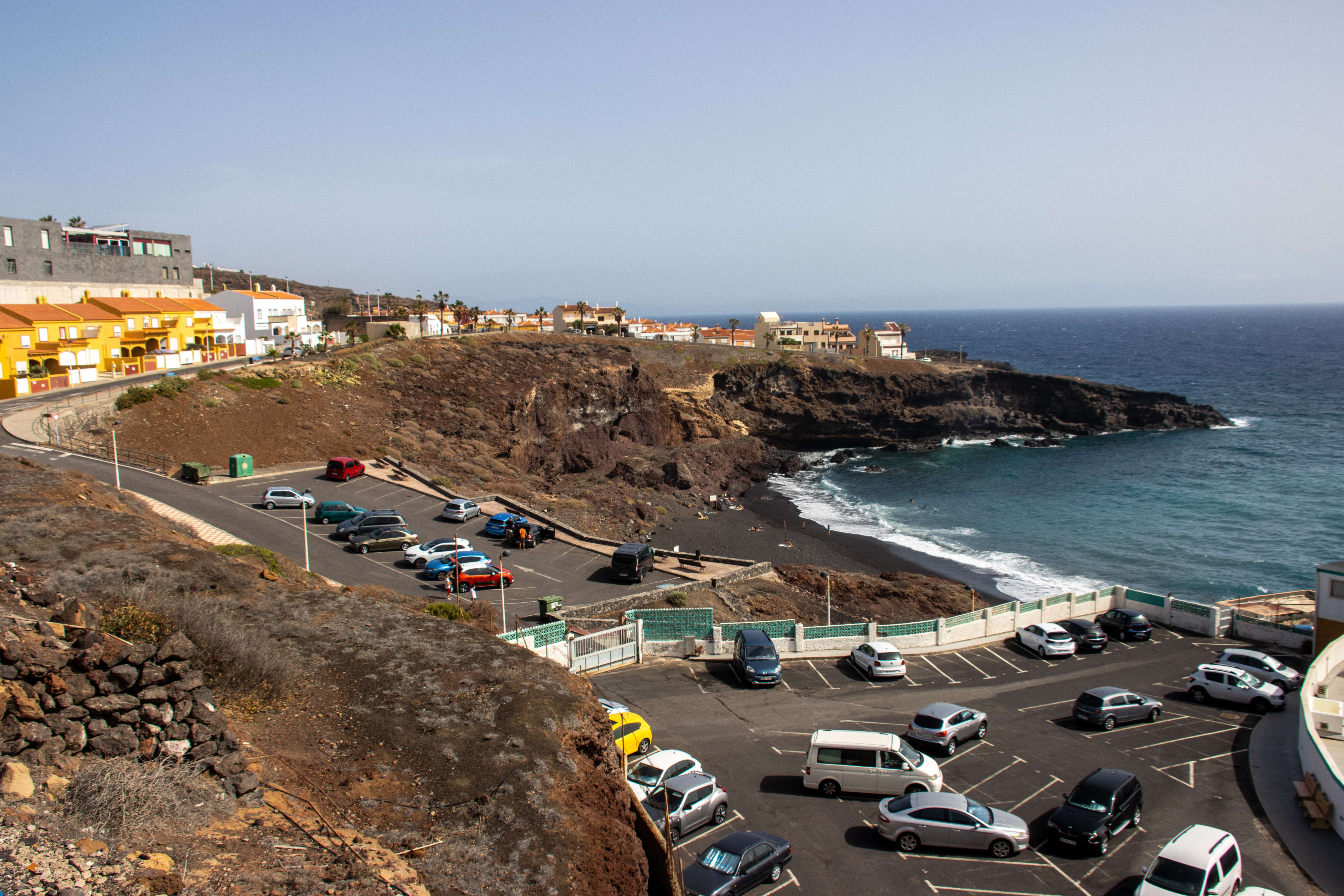
Playa de El Abrigo y urbanización de Los Roques.